# Wiesenzart
Wiesenzart (mundartl.: Wisnzart(à)) ist ein Ortsteil der Gemeinde Tyrlaching im oberbayerischen Landkreis Altötting. 

## Lage
Die Einöde Wiesenzart liegt etwa drei Kilometer nordöstlich von Tyrlaching.

## Geschichte
Der Name der Einöde bezeichnet eine Wiese in einem Weidewald. Das denkmalgeschützte Bauernhaus ist bezeichnet mit dem Jahr 1856.